# Stefano Sorrentino
Stefano Sorrentino (Cava de' Tirreni, 28 de março de 1979) é um ex-futebolista italiano que atuava como goleiro. Seu último clube foi o Chievo, onde foi ídolo. 

## Carreira
Nascido em Cava de' Tirreni, Campania, na adolescência treinou na Lazio e Juventus, mas se profissionalizou em 1998 no Torino FC.

### Torino
Com passagem de 1998 até 2005, teve pouco espaço sendo esprestado Juve Stabia e Varese, e somente na volta teve espaço na equipe titular.

### AEK
Em 2005 desembarcou em Atenas, para disputar a Liga dos Campeões da Europa, pelo AEK Atenas, participou efetivamente no AEK na primeira temporada, sendo o homem da partida em uma partida de Liga dos Campeões, porém, foi emprestado na temporada posterior para o Recreativo Huelva, quando atuaram na La Liga, em uma temporada que ajudou evitando a despromoção, em 16º lugar.
. Na volta, sem espaço no clube grego, regressou a Itália para atuar no ChievoVerona.

### Chievo Verona
Em Verona, Sorrentino logo conquistou a meta titular dos clivensi depois do clube voltar a Serie A, e teve o auge de sua carreira, com sólidas atuações continuou na equipe como titular atuando até 2013, quando recebeu uma proposta do Palermo.

### Palermo
Em 2013 assinou com o Palermo, fazendo bom papel na meta dos sicilianos até o fim da temporada de 2016.

### Chievo Verona
Em julho de 2016, foi anunciado a sua volta para o Chievo, reestreando em amistoso contra a Sampdoria.